# Begonia chlorocarpa
Espèce
Begonia chlorocarpa est une espèce de plantes de la famille des Begoniaceae. Ce bégonia est originaire d'Indonésie. L'espèce a été décrite en 2001 par Martin Jonathan Southgate Sands, à la suite des travaux de Edgar Irmscher (1887-1968).

## Répartition géographique
Cette espèce est originaire d'Indonésie (Bornéo).